# Parlamentswahl in San Marino 1964
- PCS: 14
- PSS: 6
- PSDIS: 10
- MLS: 1
- PDCS: 29

Die Parlamentswahl in San Marino 1964 fand am 13. September 1964 statt.

## Ergebnisse
| Partei                                                          | Anzahl der Stimmen | %      | Mandate |
| --------------------------------------------------------------- | ------------------ | ------ | ------- |
| Partito Democratico Cristiano Sammarinese (PDCS)                | 5.939              | 46,8 % | 29      |
| Partito Comunista Sammarinese (PCS)                             | 3.058              | 24,1 % | 14      |
| Partito Socialista Democratico Indipendente Sammarinese (PSDIS) | 2.051              | 16,2 % | 10      |
| Partito Socialista Sammarinese (PSS)                            | 1.354              | 10,7 % | 6       |
| Movimento Libertà Statuarie (MLS)                               | 281                | 2,2 %  | 1       |